# Filóxeno
Filóxeno (en griego Φιλóξενoς) fue un oficial macedonio asignado a supervisar la recaudación de tributos en las provincias al norte de las montañas de Tauro después del retorno de Alejandro el Grande de Egipto (331 a. C.). Sin embargo, aparentemente, no asumió inmediatamente su mando, ya que poco tiempo después Alejandro lo envió desde el campo de Gaugamela para que tomara posesión de Susa y los tesoros depositados allí, lo que realizó sin oposición. Después de esto, parece que permaneció desempeñando sus funciones discretamente en Asia Menor, hasta el inicio del año 323 a. C., cuando llevó a cabo un refuerzo de tropas desde Caria a Babilonia, donde llegó justo antes de la última enfermedad de Alejandro.
En la redistribución de provincias que siguió a la muerte del monarca no encontramos mención alguna a Filóxeno, pero en el 321 a. C. fue nombrado sucesor de Filotas en el gobierno de Cilicia por Pérdicas. No se conocen los medios que usó posteriormente para conciliar el favor de Antípatro, pero en la partición de Triparadiso después de la caída de Pérdicas le fue permitido retener su satrapía de Cilicia. A partir de ese momento no sabemos nada más de él.